# Che-Kan-Kok-Tempel
Der Che-Kan-Kok-Tempel (紫根阁,  Zigen ge, englisch Che Kan Kok Temple) ist ein daoistischer Tempel in der Union Street in San Francisco (Kalifornien) in den Vereinigten Staaten. Er ist Sitz der religiösen Gemeinschaft Dejiaohui (德教会, englisch Moral Uplifting Society – „Erbauungsgesellschaft“). Es ist einer der wichtigsten daoistischen Tempel außerhalb Chinas.
Koordinaten: 37° 47′ 59,3″ N, 122° 24′ 49,9″ W